# دیوید میشیگان
دیوید میشیگان یک شخصیت عمومی و یک سخنران انگیزشی و مربی توسعه شخصی خودخوانده است. او از طریق پلتفرم‌های رسانه‌های اجتماعی، به‌ویژه یوتیوب و اینستاگرام، که در آن‌ها محتوای مرتبط با رشد شخصی، طرز فکر موفقیت و تناسب اندام را به اشتراک می‌گذارد، شهرت یافت. اگرچه میشیگان طرفداران آنلاین قابل توجهی جمع آوری کرده است، بحث و انتقادهایی پیرامون اعتبار و اثربخشی آموزه های آن وجود دارد.

## حرفه
میشیگان در اوایل دهه 2010 با استفاده از پلتفرم های رسانه های اجتماعی برای تبلیغ برند شخصی خود به شهرت رسید. او در درجه اول به ارائه سخنرانی های انگیزشی، به اشتراک گذاری داستان های موفقیت و ارائه مشاوره برای دستیابی به اهداف شخصی و حرفه ای اختصاص دارد. میشیگان می‌گوید از طریق کانال یوتیوب و سایر رسانه‌های آنلاین خود، راهنمایی‌ها و استراتژی‌هایی را برای کمک به مردم برای بهبود زندگی، افزایش اعتماد به نفس و دستیابی به موفقیت در زمینه‌های مختلف ارائه می‌کند. میشیگان اغلب بر اهمیت مثبت اندیشی، تکنیک های تجسم و تصدیق ها به عنوان ابزاری برای تحول شخصی تاکید می کند. محتوای آن در درجه اول با هدف الهام بخشیدن به مردم برای به عهده گرفتن مسئولیت زندگی خود، تعیین اهداف بلندپروازانه و غلبه بر چالش ها است.
علیرغم موفقیت آن در اینترنت، آموزه های میشیگان مورد بررسی و انتقاد قرار گرفته است. برخی از شکاکان معتقدند که راهبردهای انگیزشی آنها فاقد شواهد علمی است و تا حد زیادی بر حکایات ذهنی متکی است. علاوه بر این، دستاوردهای خودخوانده میشیگان و صحت داستان های موفقیت آن مورد تردید قرار گرفته است. منتقدان او را متهم کرده اند که دستاوردهای شخصی خود را زیبا می کند و از تاکتیک های بازاریابی فریبنده برای تبلیغ خدمات و محصولات مربیگری خود استفاده می کند.

## جنجال
میشیگان در طول زندگی حرفه ای خود درگیر جنجال های متعددی بوده است. یکی از اصلی‌ترین موارد مناقشه، فقدان شواهد قابل تأیید برای حمایت از ادعاهای او در مورد دستاوردها و تحولات شخصی است. منتقدان می گویند که میشیگان اغلب بر زبان مبهم و حکایات مبهم بدون ارائه شواهد ملموس یا منابع قابل تأیید تکیه می کند.
علاوه بر این، تاکتیک های تبلیغاتی میشیگان به دلیل ماهیت تهاجمی و بالقوه فریبنده آنها مورد انتقاد قرار گرفته است. برخی افراد او را به استفاده از تکنیک های بازاریابی دستکاری، مانند ادعاهای اغراق آمیز و ارائه خدمات مربیگری خود به عنوان راه حلی سریع برای مشکلات شخصی متهم کرده اند.

## استقبال و انتقاد
استقبال از آموزه ها و شخصیت دیوید میشیگان تقسیم شده است. حامیان از محتوای انگیزشی او قدردانی می کنند و در پیام های او الهام می گیرند. آنها به آنها انگیزه ای برای پیگیری اهداف و ایجاد تغییرات مثبت در زندگی خود می دهند.
با این حال، بسیاری از شکاکان و منتقدان مشروعیت ادعاها و آموزه های میشیگان را زیر سوال می برند. آنها استدلال می کنند که تاکید آنها بر تفکر مثبت و تاکیدات، پیچیدگی های توسعه شخصی را بیش از حد ساده می کند و ممکن است به نتایج ملموس منجر نشود. منتقدان همچنین فقدان شواهد علمی در حمایت از روش های او را برجسته می کنند و صلاحیت ها و تجربه میشیگان به عنوان مربی توسعه شخصی را زیر سوال می برند.